# 千畳敷駅 (青森県)
千畳敷駅（せんじょうじきえき）は、青森県西津軽郡深浦町大字北金ヶ沢字榊原（さかきばら）にある、東日本旅客鉄道（JR東日本）五能線の駅である。
有名な観光地である千畳敷にほど近く、臨時快速「リゾートしらかみ」のうち、2号から5号が停車（季節停車）し、散歩できる。

## 歴史
- 1954年（昭和29年）7月7日：千畳敷仮停留場として設置[2][3]。
- 1969年（昭和44年）10月1日：千畳敷臨時乗降場に格上げ[3]。
- 1987年（昭和62年）
  - 4月1日：国鉄分割民営化により、JR東日本の臨時駅となる[3]。
  - 10月1日：常設駅に格上げ、千畳敷駅となる[2][3]。
- 2024年（令和6年）10月1日：えきねっとQチケのサービスを開始[1][6]。

## 駅構造
単式ホーム1面1線を持つ地上駅である。弘前統括センター（五所川原駅）管理の無人駅である。
駅舎はなく、ホームと上屋のみの小さな駅である。ホーム南端の階段を浜手へ出ると、すぐ国道101号が東西に通る。

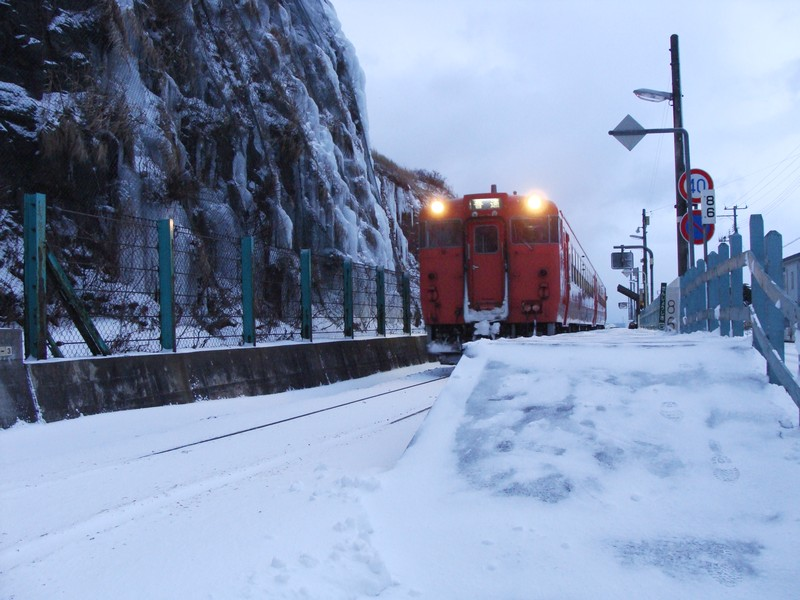
ホームを南望（2008年1月）
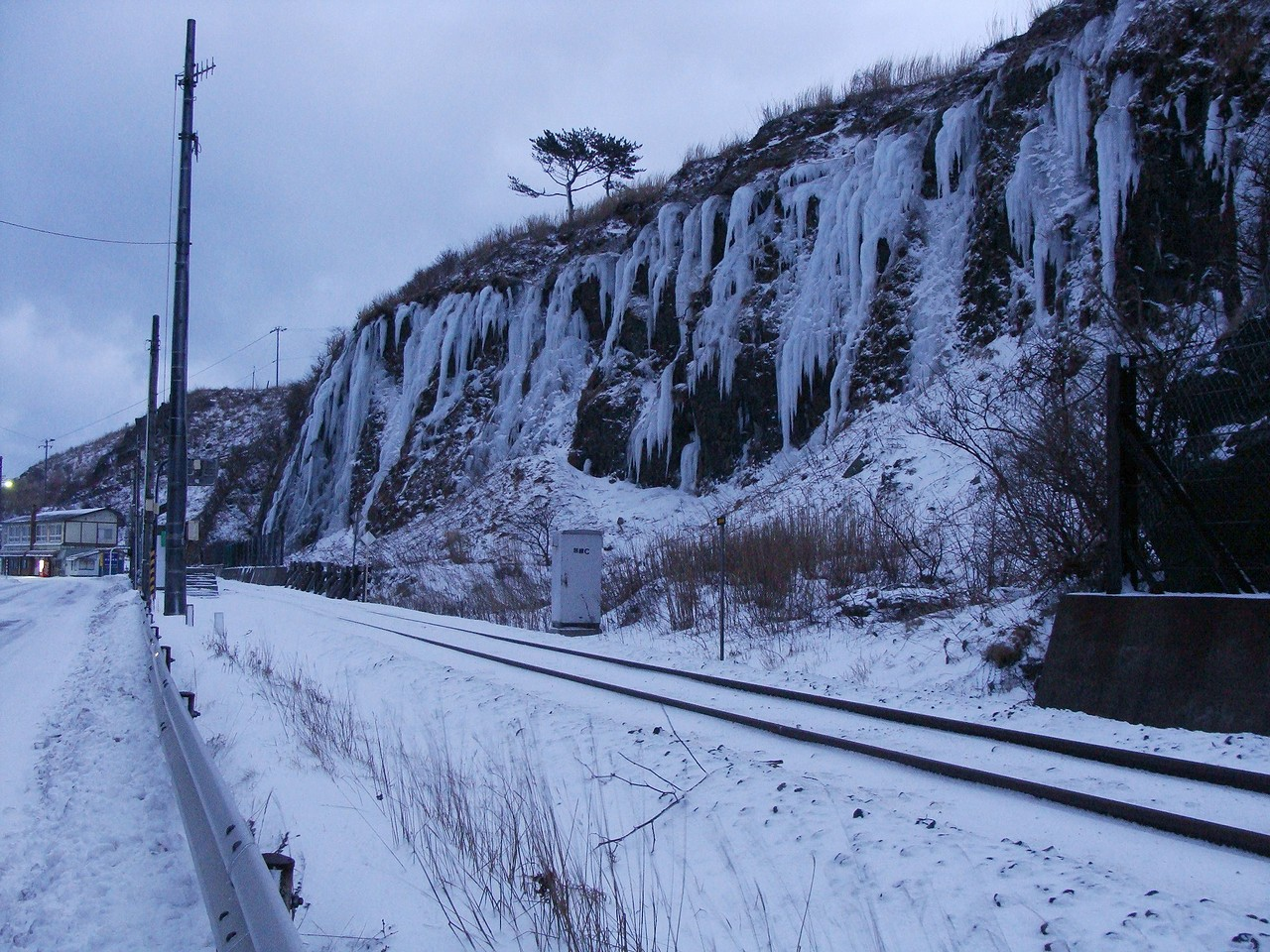
冬は崖が氷のカーテンとなる（2008年1月）
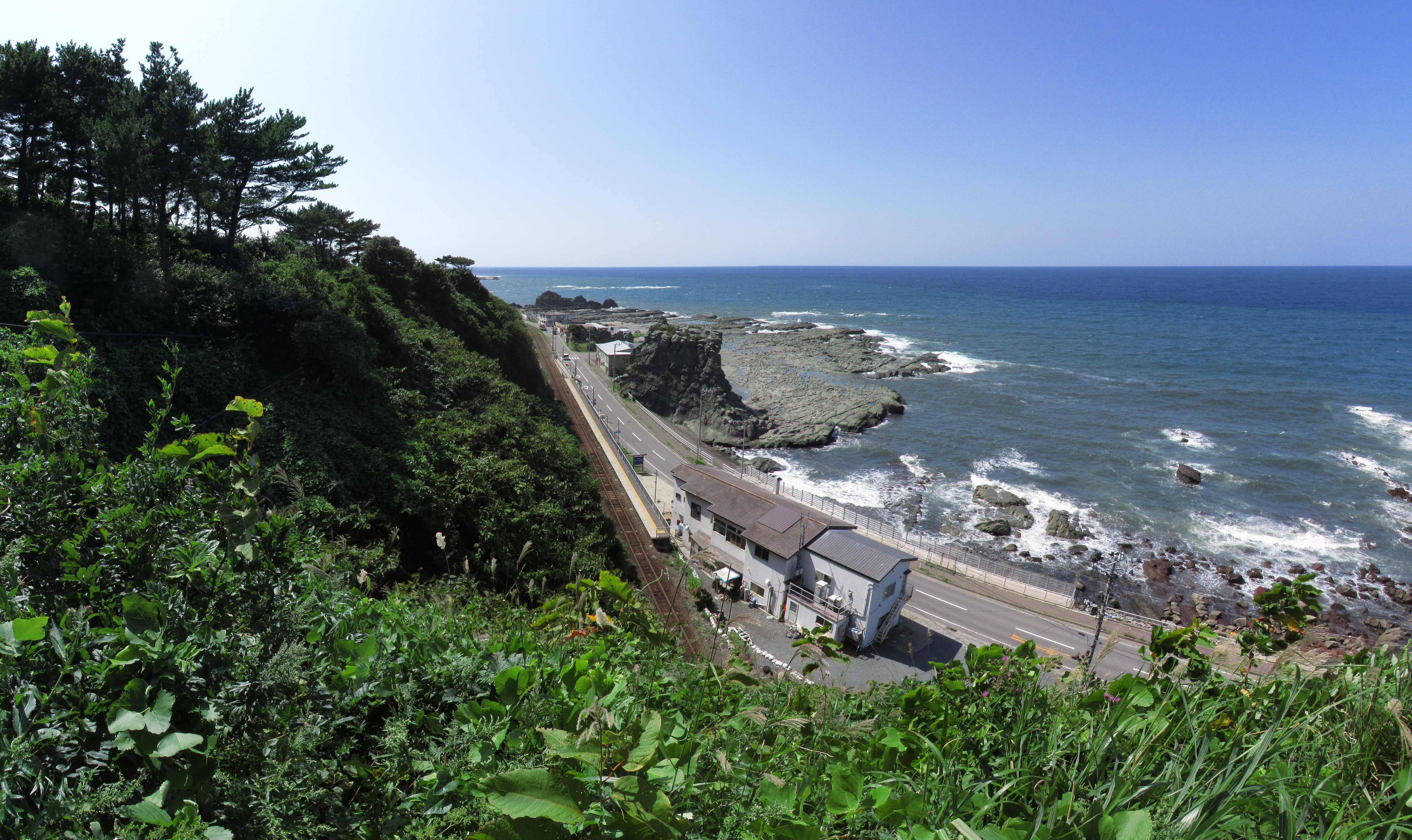
灯台のある段丘へと続く遊歩道より見下ろし（2017年8月）
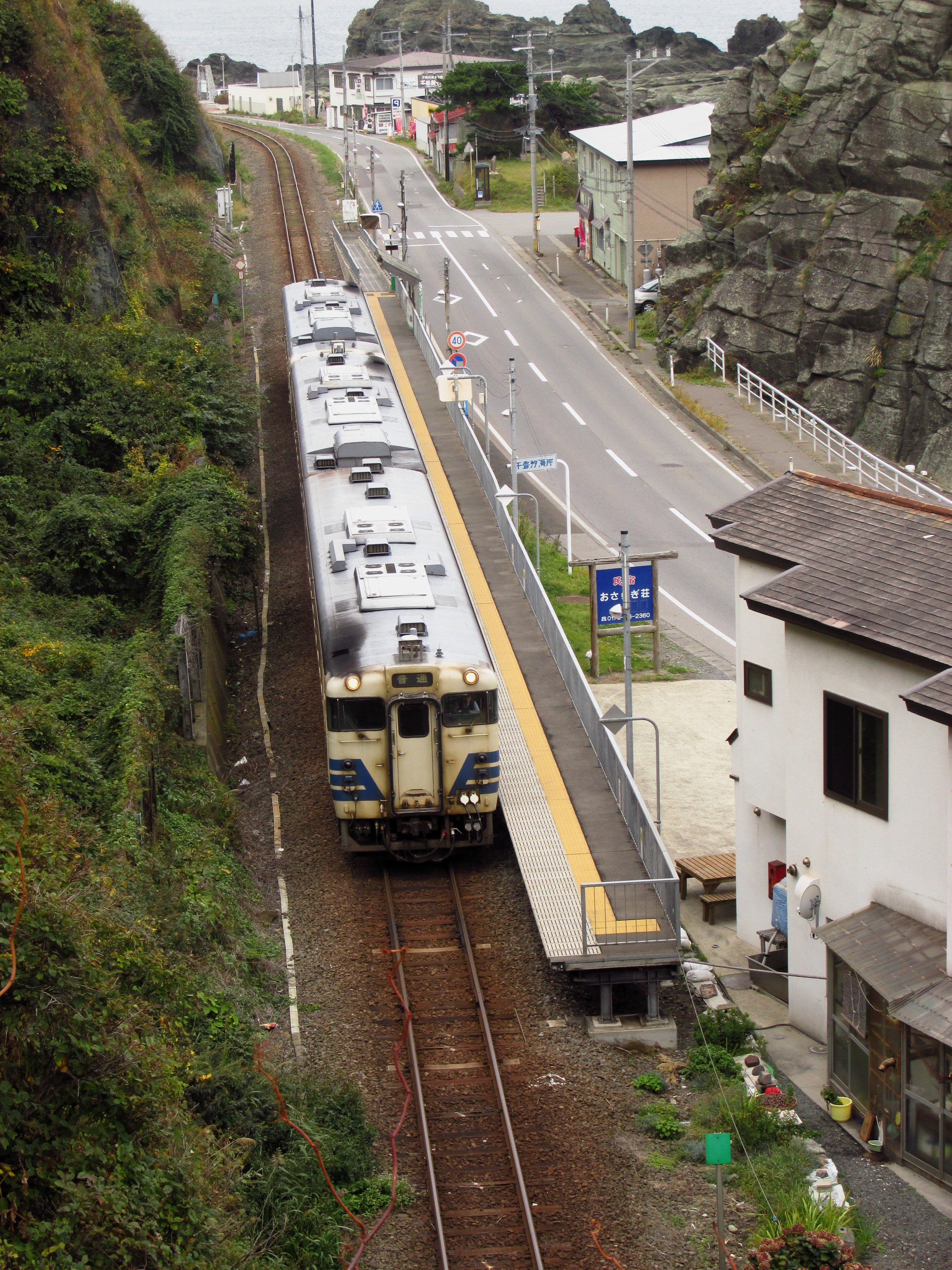
遊歩道より見下ろし。駅と発車直後の列車（2017年10月）

## 駅周辺
- 津軽国定公園
- 深浦海岸
- 千畳敷
- 国道101号
- 弘南バス「千畳敷駅」停留所

## 隣の駅
東日本旅客鉄道（JR東日本）
■五能線
- 臨時快速「リゾートしらかみ」一部停車駅（季節停車）

□快速
深浦駅 ← 千畳敷駅 ← 北金ケ沢駅
■普通
大戸瀬駅 - 千畳敷駅 - 北金ケ沢駅